# Kelvin Benjamin
Pour les articles homonymes, voir Benjamin.
(en) Statistiques sur pro-football-reference
Kelvin Benjamin, né le 5 février 1991 à Belle Glade en Floride, est un joueur américain de football américain évoluant au poste de wide receiver.

## Biographie

### Carrière universitaire
Il étudie à l'université d'État de Floride et joue alors pour les Seminoles de Florida State.

### Carrière professionnelle
Il est sélectionné à la 28e place de la Draft 2014 par les Panthers de la Caroline.
En 2014, lors de son année recrue, il prend part aux 16 matchs de son équipe. Il termine la saison avec 73 réceptions pour 1008 verges et 9 touchdowns.
Le 19 août 2015, lors d'une pratique contre les Dolphins de Miami, il se déchire le ligament croisé antérieur de son genou gauche et il ratera la totalité de la saison 2015.